# Massa di Somma
Massa di Somma (Massa 'e Somma in napoletano) è un comune italiano di 4 936 abitanti della città metropolitana di Napoli in Campania.

## Geografia fisica
È posizionato a nord-ovest del Vesuvio, alle falde del Monte Somma. Il suo territorio fa parte del Parco Nazionale del Vesuvio.

## Storia

Lava del Vesuvio a Massa di Somma durante l'eruzione del 1944.

Gli storici la ritengono di sicura origine romana come attestano i numerosi reperti archeologici rinvenuti nella zona pedemontana. Il nucleo abitativo presumibilmente risale all'epoca delle incursioni longobarde poiché insiste su una delle dorsali del Monte Somma scelto quale avamposto Ducale a difesa della Città di Napoli. Fu citato come locus Massa nel primo documento in assoluto datato 29 agosto 965.
Successivamente il villaggio entrò nell'orbita del dominio Normanno/Svevo e fu aggregato al Castrum Summae. Invece in epoca Angioina, come vuole la tradizione, fu fondata l'antica chiesa dedicata a Santa Maria Assunta in Cielo. 
Il centro storico nato da un'edilizia rurale e spontanea si coagulò intorno a tre imponenti edifici aristocratici: Palazzo Piscicelli/Piromallo duchi di Capracotta (degna di nota lo stemma della casata affrescato sotto la volta del portale d'ingresso), Palazzo Marini e Palazzo Caputo (quest'ultimo abbattuto negli anni '60 del secolo passato).
Dopo l'eruzione vesuviana del 26 aprile 1872 il sindaco Domenico Riccardi, con regio decreto del 1877 ottenne l'autorizzazione di cambiare il nome della cittadina da Massa di Somma in Cercola, ovvero acquisì il toponimo della frazione posta a valle. 
Nel 1944 parte del centro storico di Massa, dell'ormai frazione del comune di Cercola, fu interessato dall'eruzione del Vesuvio, e oggi si presenta, a macchia di leopardo, con un aspetto moderno.

### Simboli
Lo stemma e il gonfalone sono stati concessi con DPR del 2 maggio 1996.
Il gonfalone è un drappo rettangolare di giallo.

## Monumenti e luoghi d'interesse

### Architetture religiose
- Chiesa Santa Maria Assunta in Cielo, rifondata nel 1954 (notevole l'altare maggiore in marmi commessi e l'interessante statua di San Gennaro della preesistente chiesa)
- Campanile della vecchia chiesa Santa Maria Assunta in Cielo, secolo XVII/XVIII (miracolosamente sfuggito all'eruzione vesuviana del 1944 è stato scelto quale simbolo civico e religioso della cittadina)
- Congrega del SS. Rosario, fondata nel 1579
- Sacrestia della vecchia chiesa Santa Maria Assunta in Cielo, secolo XVII
- Cappella diruta di San Nicola di Bari dei Piscicelli, secolo XVI
- Cappella dismessa del Convento Figlie di Sant'Anna, fine secolo XIX (già palazzo Gennaro De Filippo)
- Cappella di Santa Maria di Lourdes, anni '50 del secolo scorso (ubicata nell'omonima clinica, presenta un interessante altare ligneo del XVIII secolo)
- Cappella Santa Maria del suffragio delle Anime del Purgatorio, metà secolo XIX (ubicata nel Cimitero Monumentale Consortile dei Comuni di San Sebastiano al Vesuvio, Massa di Somma e Cercola)

### Edifici d'interesse storico/architettonico
- Palazzo Piscicelli-Piromallo duchi di Capracotta, secolo XV/XVI
- Palazzo Marini, secolo XVII
- Palazzo Scarpato, secolo XVIII
- Palazzo De Filippo, secolo XVIII (già convento Figlie di Sant'Anna, proprietà della Fondazione Gennaro De Filippo)
- Villa Igea, fine secolo XIX
- Masseria Rendita, secolo XVIII

## Società

### Evoluzione demografica
Abitanti censiti

## Geografia antropica e storia amministrativa
Con la riforma murattiana, i casali di Massa, Pollena e Trocchia andarono a formare un solo comune, donde il detto, ancora diffuso tra la popolazione locale, «Massa, Pollena e Trocchia: tre paesi e una sola parrocchia».
Successivamente venne istituito il comune di Massa di Somma, comprendente Massa di Somma (capoluogo e le frazioni di Caravita e Cercola). All'epoca del Fascismo la sede comunale fu spostata a Cercola e il comune assunse la denominazione del nuovo capoluogo.
Nel 1988 Massa di Somma fu ricostituito comune autonomo, comprendente il solo centro abitato omonimo.

## Economia
Sono presenti frutteti e coltivazioni di uva e frutta. L'industria è attiva nell'edilizia, nell'alimentazione e nell'abbigliamento.
La presenza del Parco Nazionale del Vesuvio attrae il turismo: dal centro abitato è possibile ascendere sulla montagna vulcanica.

## Amministrazione
| Periodo | Periodo   | Primo cittadino     | Partito                            | Carica      | Note |
| ------- | --------- | ------------------- | ---------------------------------- | ----------- | ---- |
| 1988    | 1992      | Oreste Sassi        | Partito Socialista Italiano        | Sindaco     |      |
| 1992    | 1993      | Marilisa Magno      |                                    | Commissario |      |
| 1993    | 1997      | Oreste Sassi        | Partito Democratico della Sinistra | Sindaco     |      |
| 1997    | 2006      | Giovanni Di Nicuolo | L'Ulivo                            | Sindaco     |      |
| 2006    | 2016      | Antonio Zeno        | Democratici di Sinistra-PD         | Sindaco     |      |
| 2016    | In carica | Gioacchino Madonna  | Lista civica                       | Sindaco     |      |